# 全日本女子硬式野球選手権大会
全日本女子硬式野球選手権大会（ぜんにほんじょしこうしきやきゅうせんしゅけんたいかい）は、全日本女子野球連盟が毎年10月に愛媛県松山市で開催している女子硬式野球の大会である。伊予銀行が特別協賛し、大会名は「伊予銀行杯 全日本女子硬式野球選手権大会」（いよぎんこうはい – ）となっている。

## 概要
第1回のみ静岡市の草薙球場で開催。第2回より松山市に移り「伊予銀行杯」の冠が付いた。8月開催であったが、2022年度より10月開催へと変更。
出場資格は年ごとに変更されることがあり、2024年の出場資格は「高等学校選手権大会上位4校、大学選手権2大会における上位6校、クラブ選手権ベスト4および各地域連盟によって選出されたクラブ・14チームの合計28チーム」に与えられる。

### 運営
- 大会名：伊予銀行杯 全日本女子硬式野球選手権大会
- 主催：全日本女子野球連盟
- 共催：松山市、松山市教育委員会
- 後援：愛媛県野球連盟
- 特別協賛：伊予銀行
- 助成団体：(独法)日本スポーツ振興センター・日本スポーツ振興基金

上記のほか協賛、連盟協賛、協力の各社・団体がある。

## 歴代大会結果
| 回 | 開催年 | 優勝                                       | 優勝                                       | 結果                                       | 準優勝                                     | 準優勝                                     | 備考                                       |
| -- | ------ | ------------------------------------------ | ------------------------------------------ | ------------------------------------------ | ------------------------------------------ | ------------------------------------------ | ------------------------------------------ |
| 1  | 2005年 | 神村学園高等部                             | (鹿児島)                                   | 6 - 2                                      | 埼玉栄高校                                 | (埼玉)                                     |                                            |
| 2  | 2006年 | 侍                                         | (埼玉)                                     | 2 - 1                                      | BB                                         | (東京)                                     |                                            |
| 3  | 2007年 | 侍                                         | (埼玉)                                     | －                                         | 埼玉栄高校                                 | (埼玉)                                     | 決勝リーグ                                 |
| 4  | 2008年 | 尚美学園大学                               | (埼玉)                                     | 6 - 1                                      | 侍                                         | (埼玉)                                     |                                            |
| 5  | 2009年 | アサヒトラスト                             | (東京)                                     | 4 - 2                                      | 尚美学園大学                               | (埼玉)                                     |                                            |
| 6  | 2010年 | 尚美CROSS                                  | (埼玉)                                     | 7 - 4                                      | 平成国際大学                               | (埼玉)                                     |                                            |
| 7  | 2011年 | 尚美学園大学                               | (埼玉)                                     | 4 - 0                                      | 尚美CROSS                                  | (埼玉)                                     |                                            |
| 8  | 2012年 | 尚美学園大学                               | (埼玉)                                     | 11 - 50                                    | 侍                                         | (埼玉)                                     |                                            |
| 9  | 2013年 | 履正社RECTOVENUS                           | (大阪)                                     | 2 - 1                                      | 福知山成美高校                             | (京都)                                     |                                            |
| 10 | 2014年 | 尚美学園大学 平成国際大学                  | (埼玉)                                     | －                                         | －                                         | －                                         | 両チーム優勝                               |
| 11 | 2015年 | 京都外大西高校                             | (京都)                                     | 8 - 1                                      | マドンナ松山                               | (愛媛)                                     |                                            |
| 12 | 2016年 | 環太平洋大学                               | (岡山)                                     | 7 - 4                                      | 大阪体育大学                               | (大阪)                                     |                                            |
| 13 | 2017年 | アサヒトラスト                             | (東京)                                     | 1 - 0                                      | 尚美学園大学                               | (埼玉)                                     |                                            |
| 14 | 2018年 | ハナマウイ                                 | (東京)                                     | 3 - 2                                      | 尚美学園大学                               | (埼玉)                                     |                                            |
| 15 | 2019年 | 尚美学園大学                               | (埼玉)                                     | 5 - 1                                      | 日本大学国際関係学部                       | (静岡)                                     |                                            |
| 16 | 2020年 | 新型コロナウイルス感染拡大の影響により中止 | 新型コロナウイルス感染拡大の影響により中止 | 新型コロナウイルス感染拡大の影響により中止 | 新型コロナウイルス感染拡大の影響により中止 | 新型コロナウイルス感染拡大の影響により中止 | 新型コロナウイルス感染拡大の影響により中止 |
| 17 | 2021年 | 環太平洋大学 エイジェック                  | (岡山) (埼玉)                              | －                                         | －                                         | －                                         | 両チーム優勝                               |
| 18 | 2022年 | エイジェック                               | (埼玉)                                     | 6 - 5                                      | 神戸弘陵学園高校                           | (兵庫)                                     |                                            |
| 19 | 2023年 | 阪神タイガース                             | (兵庫)                                     | 4 - 0                                      | 埼玉西武ライオンズ                         | (埼玉)                                     |                                            |
| 20 | 2024年 | 神戸弘陵学園高校                           | (兵庫)                                     | 7 - 0                                      | 読売ジャイアンツ                           | (東京)                                     |                                            |